# Tourville-sur-Arques
Tourville-sur-Arques ist eine französische Gemeinde mit 1.190 Einwohnern (Stand: 1. Januar 2022) im Département Seine-Maritime in der Region Normandie. Sie gehört zum Arrondissement Dieppe und zum Kanton Dieppe-1 (bis 2015: Kanton Offranville). Die Einwohner werden Tourvillais genannt.

## Geographie
Tourville-sur-Arques liegt etwa sechs Kilometer südlich von Dieppe. Der Fluss Scie begrenzt die Gemeinde im Westen. Umgeben wird Tourville-sur-Arques von den Nachbargemeinden Saint-Aubin-sur-Scie im Norden, Arques-la-Bataille im Osten und Nordosten, Aubermesnil-Beaumais im Südosten, Anneville-sur-Scie im Süden, Sauqueville im Westen und Südwesten sowie Offranville im Westen und Nordwesten.
| Bevölkerungsentwicklung   | Bevölkerungsentwicklung | Bevölkerungsentwicklung | Bevölkerungsentwicklung | Bevölkerungsentwicklung | Bevölkerungsentwicklung | Bevölkerungsentwicklung | Bevölkerungsentwicklung | Bevölkerungsentwicklung |
| ------------------------- | ----------------------- | ----------------------- | ----------------------- | ----------------------- | ----------------------- | ----------------------- | ----------------------- | ----------------------- |
| Jahr                      | 1962                    | 1968                    | 1975                    | 1982                    | 1990                    | 1999                    | 2006                    | 2013                    |
| Einwohner                 | 651                     | 687                     | 750                     | 877                     | 1012                    | 1080                    | 1164                    | 1232                    |
| Quelle: Cassini und INSEE |                         |                         |                         |                         |                         |                         |                         |                         |

## Sehenswürdigkeiten
- Kirche Saint-Martin aus dem 16. Jahrhundert
- Schloss Miromesnil aus dem 16. Jahrhundert mit Park, Monument historique

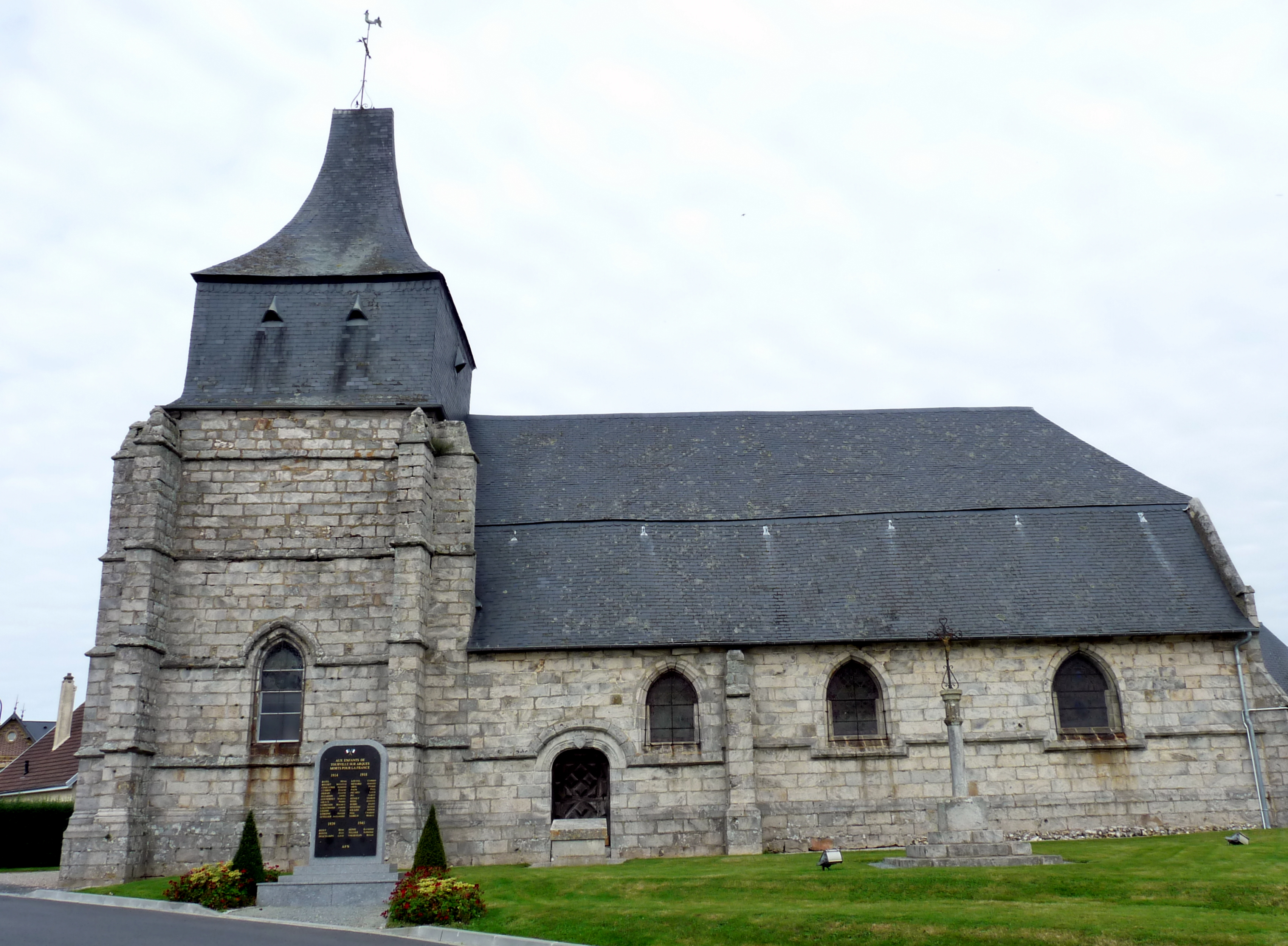
Kirche Saint-Martin
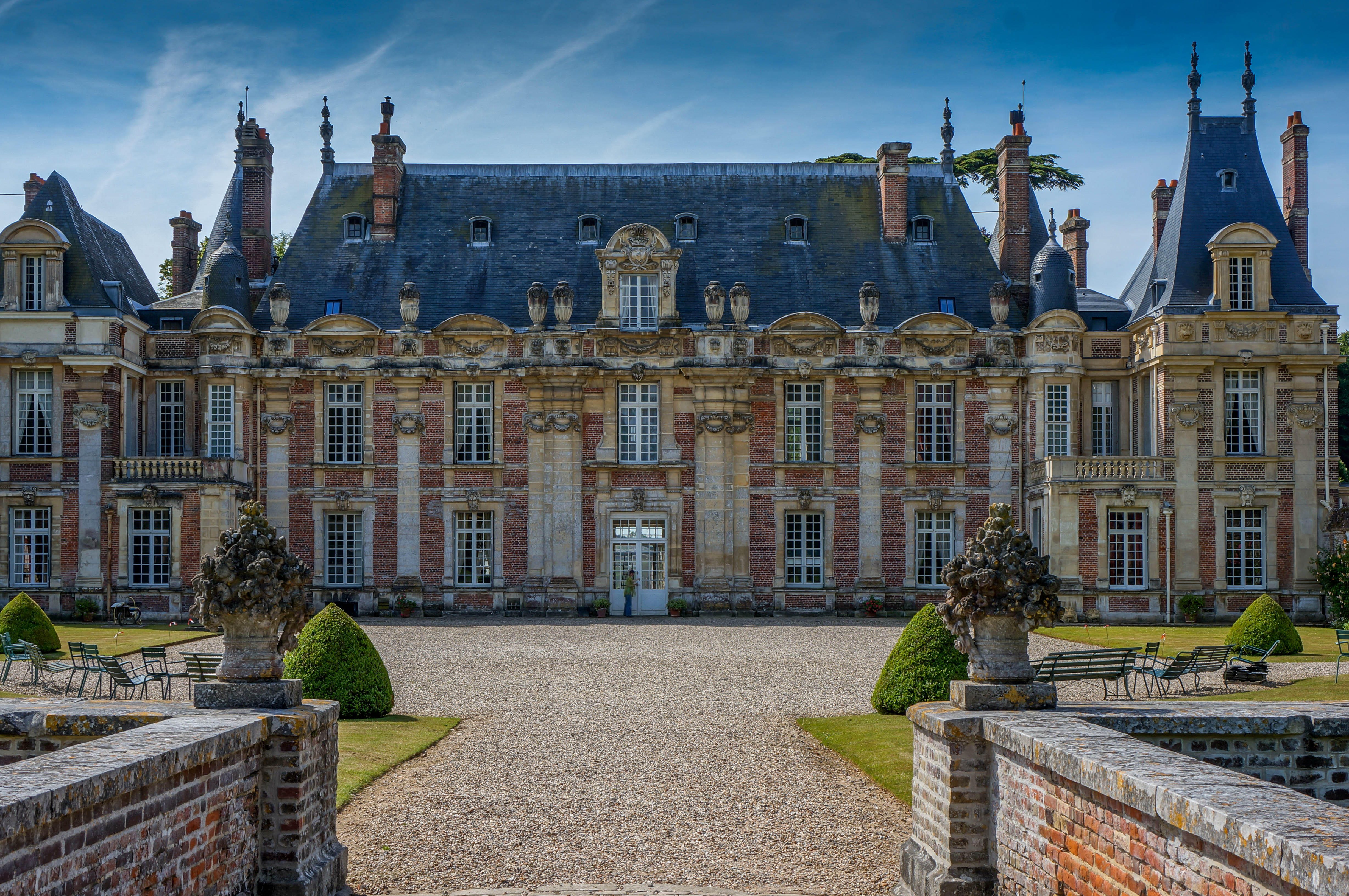
Schloss Miromesnil

## Persönlichkeiten
- Armand Thomas Hue de Miromesnil (1723–1796), Jurist
- Guy de Maupassant (1850–1893), Journalist